# Gruppo Sportivo 1º Corpo Vigili del Fuoco 1941-1942
Questa voce raccoglie le informazioni riguardanti il Gruppo Sportivo 1º Corpo Vigili del Fuoco nelle competizioni ufficiali della stagione 1941-1942.

## Rosa
| N. |                   | Ruolo | Calciatore          |
| -- | ----------------- | ----- | ------------------- |
|    | Italia (bandiera) | C     | M. Annesi           |
|    | Italia (bandiera) | C     | Rinaldo Balocco     |
|    | Italia (bandiera) | D     | Alberto Biagini     |
|    | Italia (bandiera) | C     | Paolo Compagnoli    |
|    | Italia (bandiera) | A     | Luigi Castelli      |
|    | Italia (bandiera) | A     | Mario Cinque        |
|    | Italia (bandiera) | D     | Giuseppe Filacchini |
|    | Italia (bandiera) | C     | Renato Fiorelli     |
|    | Italia (bandiera) | P     | Cesare Francalancia |
|    | Italia (bandiera) | D     | Vittorio Gabelli    |
|    | Italia (bandiera) | C     | E. Grassi           |
|    | Italia (bandiera) | A     | Marcello Grassi     |

| N. |                   | Ruolo | Calciatore          |
| -- | ----------------- | ----- | ------------------- |
|    | Italia (bandiera) | A     | A. Ippoliti         |
|    | Italia (bandiera) | D     | Lido Loveri         |
|    | Italia (bandiera) | A     | Giuseppe Masi       |
|    | Italia (bandiera) | C     | Fernando Natalucci  |
|    | Italia (bandiera) | A     | Pietro Pastore      |
|    | Italia (bandiera) | P     | Otello Ricci        |
|    | Italia (bandiera) | A     | Marcello Roccasecca |
|    | Italia (bandiera) | C     | Oreste Roccasecca   |
|    | Italia (bandiera) | A     | R. Sembroni         |
|    | Italia (bandiera) | A     | Glauco Signorini    |
|    | Italia (bandiera) | A     | Andrea Tilenni      |